# Války o rakouské dědictví
Války o rakouské dědictví je souhrnné označení pro války z let 1740 až 1748, které vypukly po smrti římského císaře Karla VI., když Bavorsko a Sasko odmítly uznat Pragmatickou sankci a nástupnictví Marie Terezie v Habsburské monarchii a pruský král Fridrich II. vznesl územní nároky na Slezsko. Zpočátku bylo předmětem sporů také nástupnictví na císařském trůnu, o který usilovali bavorský Karel Albrecht a manžel Marie Terezie František Štěpán. Války se rozrostly v mnohostranný konflikt, do něhož se na jedné či druhé straně zapojily další evropské mocnosti – především Francie, Velká Británie a Španělsko. Jednotlivým zemím šlo nejen o územní zisky (na úkor Habsburské monarchie), ale i o mocenské postavení v Evropě. Boje o Slezsko bývají také nazývány jako slezské války.
Hlavním výsledkem válek potvrzeným v Cášském míru bylo pro Habsburskou monarchii (Rakousko) uznání nástupnictví Marie Terezie za cenu ztráty většiny Slezska ve prospěch Pruska.
Ve stejném období došlo k dalším dvoustranným konfliktům, které bývají pojímány jako samostatné války – jednalo se o koloniální války Španělska s Velkou Británií (válka o Jenkinsovo ucho 1739), Velké Británie s Francií a dále o švédsko-ruskou válku (1741–43). Do kontextu těchto bojů bývá řazeno i jakobitské povstání z roku 1745 ve Skotsku.

## Pozadí a příčiny

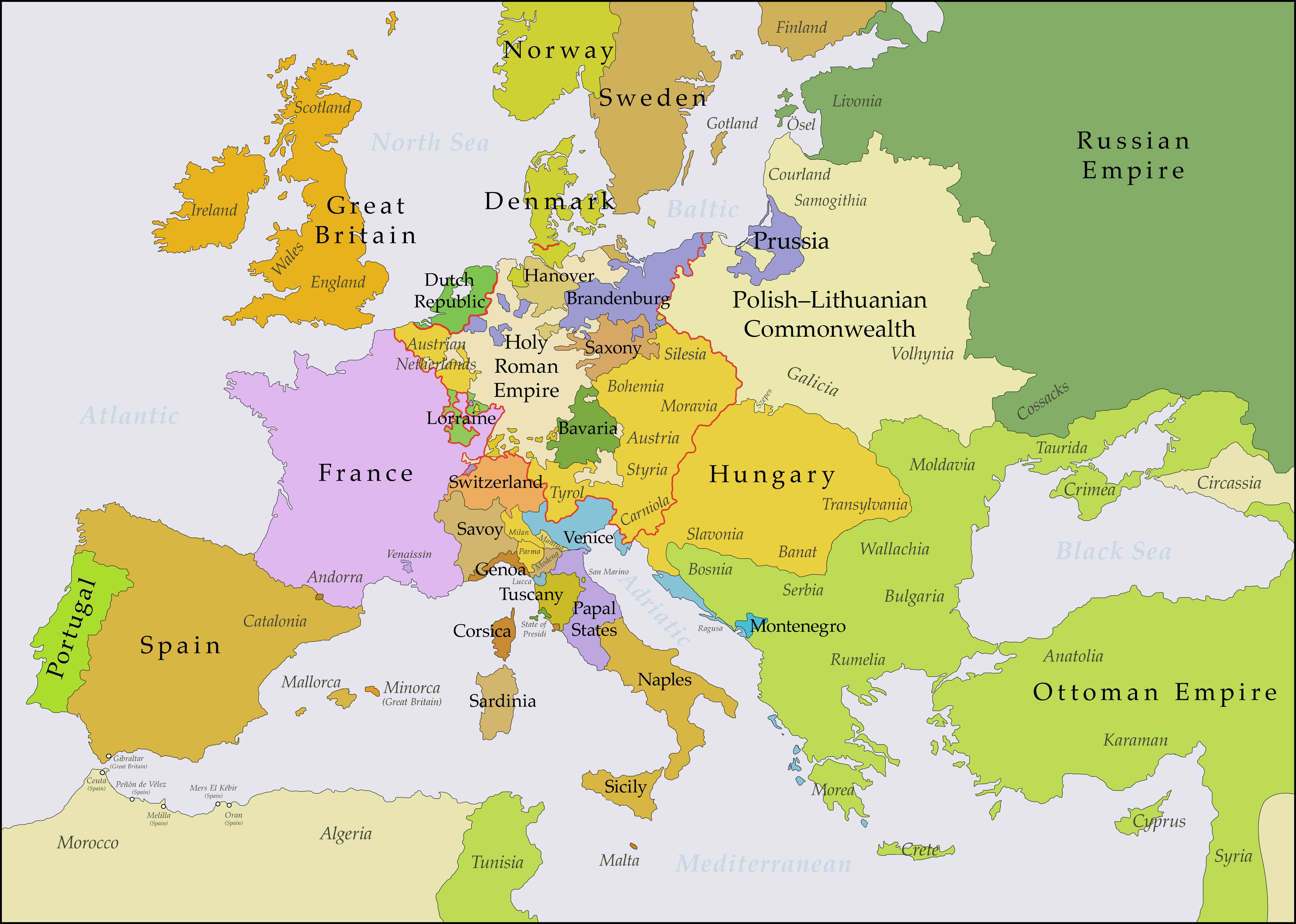
Mapa Evropy před rokem 1740, kdy bylo Slezsko jednou ze zemí Koruny České

Během války o španělské dědictví uzavřel tehdejší císař Leopold I. se svými syny dohodu o nástupnictví označovanou tradičně jako Pactum mutuae succesionis. Předpokládal totiž, že založí nové habsburské rodové větve, starší Josef ve střední Evropě a mladší Karel ve Španělsku. Kromě vzájemného následnictví v případě vymření mužských členů rodiny bylo poprvé zmíněno nástupnické právo žen.
Předčasná smrt Leopoldova syna Josefa I. roku 1711 způsobila nejen obrat ve válce o dědictví španělské, ale nutila posledního mužského příslušníka rodu rakouských Habsburků připravit řešení pro situaci, že by zemřel také bez dědice. 19. dubna 1713 byla vydána Pragmatická sankce, která v případě, že by Karlem VI. Habsburkové vymřeli, stanovovala následující pořadí dědiců: 1. dcery Karla VI., 2. dcery Josefa I., 3. dcery a poté sestry Leopolda I. a jejich potomstvo. Přestože se císař zasazoval o přijetí toho dokumentu jak sněmy jednotlivých zemí, tak sousedními panovníky a možnými nápadníky trůnu, vzápětí po jeho smrti 20. října 1740 byly nároky jeho dcery a nové panovnice Marie Terezie zpochybněny.
Cílem Marie Terezie bylo udržení habsburské monarchie ve zděděné podobě, její nástupnická práva však napadli kurfiřti bavorský, saský a braniborský. Bavorský panovník a manžel dcery Josefa I. Karel Albrecht si nárokoval císařskou korunu a habsburské dědičné země na základě středověkého Privilegia minus, saský kurfiřt a polský král Friedrich August své nároky odůvodňoval sňatkem s jednou z dcer Josefa I. Braniborský kurfiřt a zároveň pruský král Friedrich II. vznesl na základě polozapomenutých smluv z 16. století dědické nároky na některá slezská knížectví.

## První slezská válka

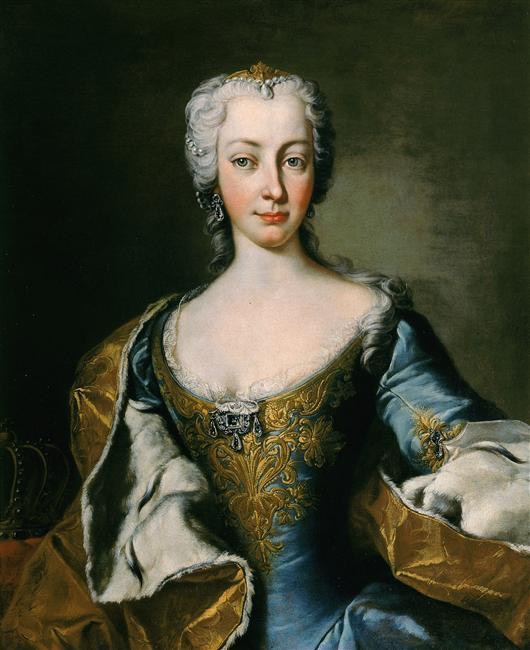
Marie Terezie před rokem 1740

Slezsko patřilo Habsburkům po vymření Piastovského rodu díky sankcím z 19. dubna 1713, které vytvořil císař Karel VI. Během císařovy doby byla existence sankce obecně potvrzena německými státy. S následujícím úmrtím císaře si však Prusko začalo klást na Slezsko nárok.
Fridrich II., král Pruska, založil požadavky nad tvrzením nesplnění Schwiebusové smlouvy, čímž slezské knížectví Lehnice, Volovsko a Břeh budou odevzdané Braniborsku po vymření Piastovské dynastie. V roce 1675 s úmrtím posledního Piastovce vymřel rod Piastovců. V této době nebyl žádný pokus o realizaci této staré smlouvy a pruský vladař byl za platbu ochoten se smlouvy zříci.
Za postoupení Slezska Fridrich II. nabízel uznání Pragmatické sankce, finanční odškodné i podporu Marie Terezie proti útokům nepřátel. Mezitím však již nařídil mobilizaci. Vojenské operace zahájil 16. prosince 1740 vpádem do Slezska bez vyhlášení války, ještě dříve, než byly pruské návrhy ve Vídni odmítnuty. Ve Slezsku byl v té době poměrně malý počet rakouských vojáků, takže ho Prusové během šesti týdnů téměř celé ovládli, kromě několika pevností. Po pruském útoku požádala Marie Terezie o pomoc britského krále Jiřího II. Protože rozpad podunajského soustátí a narušení mocenské rovnováhy v Evropě nebyly ani v zájmu Británie, byla v únoru 1741 na setkání diplomatů v Drážďanech uzavřena tajná koalice Británie, Rakouska, Spojených provincií, Ruska, Hannoverska a Saska na obranu nedělitelnosti habsburské monarchie. K přislíbené vojenské a finanční pomoci se však nikdo neměl.
Armáda Friedricha II. byla tehdy nejmoderněji vybavenou a vedenou armádou Evropy, naopak rakouské oddíly byly oslabeny nedávno skončenými válkami s Osmany a jejich organizace nebyla valná. Narychlo shromážděná rakouská armáda pod vedením podmaršála Neipperga podlehla Prusům v bitvě u Mollwitz (10. dubna 1741). Fridrich II. ovšem také potřeboval spojence, aby si Slezsko udržel. Připojil se proto k mezitím vzniklé francouzsko-bavorské koalici, k níž patřilo dále Španělsko, Neapolské království, Švédsko, Janovská republika, Portugalsko a později k ní přešlo i Sasko. Začátkem podzimu se Marie Terezie pod nátlakem okolí a vlivem zhoršené válečné situace odhodlala k jednání s Pruskem. Na tajné schůzce 9. října 1741 v Klein-Schellendorfu podepsal generál Neipperg příměří, kterým se Rakousko vzdalo Dolního Slezska. Rakouská vojska se stáhla, pruská vojska poté přezimovala ve východních Čechách.
Začátkem roku 1742 Fridrich II. příměří porušil. Jeho vojska vpadla na Moravu a obsadila Olomouc. Následně táhl do Čech, kde se v bitvě u Chotusic (17. května 1742) střetl s rakouskou armádou vedenou švagrem Marie Terezie Karlem Lotrinským. Pruské vítězství donutilo Marii Terezii uzavřít příměří ve Vratislavi a berlínskou smlouvou z 28. července 1742 přistoupit na nevýhodný mír, kterým ztratila Kladsko a téměř celé Slezsko. Nutně však potřebovala uvolnění svých armád pro boje se zbylými členy koalice. Válečné situace využilo násilně rekatolizované české obyvatelstvo k hromadné emigraci do Münsterbergu pod ochranou červeného šátku pruské armády.
Jižní část Slezska (část Niska, menší svobodná panství Bruntál a Olbersdorf, Opavsko a Krnovsko, avšak bez Hlubčicka a Hlučínska, které připadly Prusku, a Těšínsko) zůstalo pod habsburskou kontrolou a bylo nazýváno české Slezsko a po roce 1849 rakouské Slezsko. Malé části polského Slezska (Osvětimsko, Zátorsko, Żywiec, Seveřsko) nebyly spojeny s touto válkou.

## Bavorsko-rakouská válka

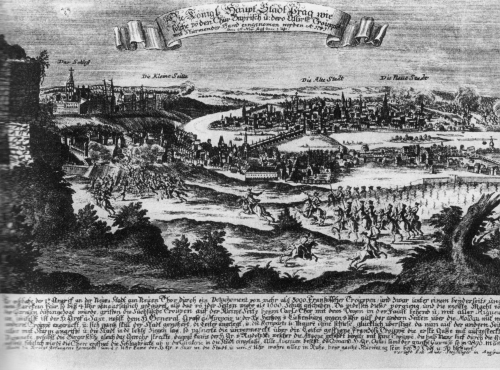
Francouzi a Bavoři útočí na Prahu roku 1741

Francie, která měla zájem na oslabení rakouské monarchie, podporovala nároky bavorského kurfiřta Karla Albrechta na českou korunu i rakouské země. 18. května 1741 uzavřely Francie, Bavorsko a Sasko v bavorském Nymphenburgu smlouvu, na jejímž základě mělo být přerozděleno rakouské dědictví. (Prusko se připojilo později.) Čechy, Tyrolsko a Horní Rakousy měly připadnout Bavorsku, část Slezska a Morava Sasku, Rakouské Nizozemí Francii a většina Slezska Prusku. Spojená bavorsko-francouzská vojska vpadla v září 1741 do Horních Rakous a posléze do Čech. 26. listopadu byla obsazena Praha a 9. prosince 1741 se Karel Albrecht nechal českými stavy provolat králem.
Marie Terezie, která nyní musela čelit nepřátelům na dvou frontách, se vypravila do Uher, aby získala vojenskou pomoc uherských oddílů. Získala na svou stranu uherskou šlechtu a poté, co byla 25. června 1741 v Prešpurku korunována uherskou královnou, byla úspěšná i při jednání s uherským sněmem, i když za cenu řady politických ústupků. Uzavření příměří s Pruskem uvolnilo Marii Terezii ruce a umožnilo habsburským vojskům vedeným polním maršálem Khevenhüllerem přejít do protiútoku. 12. února 1742, právě v den, kdy byl Karel Albrecht po svém zvolení císařem Svaté říše římské korunován svým bratrem arcibiskupem kolínským jako Karel VII., vstoupily rakouské oddíly do Mnichova. Rakouská armáda zamířila do Čech a po delším obléhání osvobodila i Prahu. Poslední bavorsko-francouzské jednotky opustily Prahu v prosinci 1742. Koncem dubna 1743 se vypravila do Prahy i Marie Terezie, aby se zde nechala 12. května 1743 korunovat českou královnou. Habsburská armáda okupovala Bavorsko s přestávkami více než dva roky, během válek byly bavorské země dost zpustošeny zejména nepříliš disciplinovanými uherskými oddíly. Poté, co císař Karel VII. v lednu roku 1745 zemřel, jeho syn a následník Maxmilián III. Josef se vzdal nároků na císařskou korunu a 22. dubna uzavřel s Marií Terezií mír. Novým římským panovníkem se stal 13. září 1745 manžel Marie Terezie František I. Štěpán Lotrinský.

## Druhá slezská válka

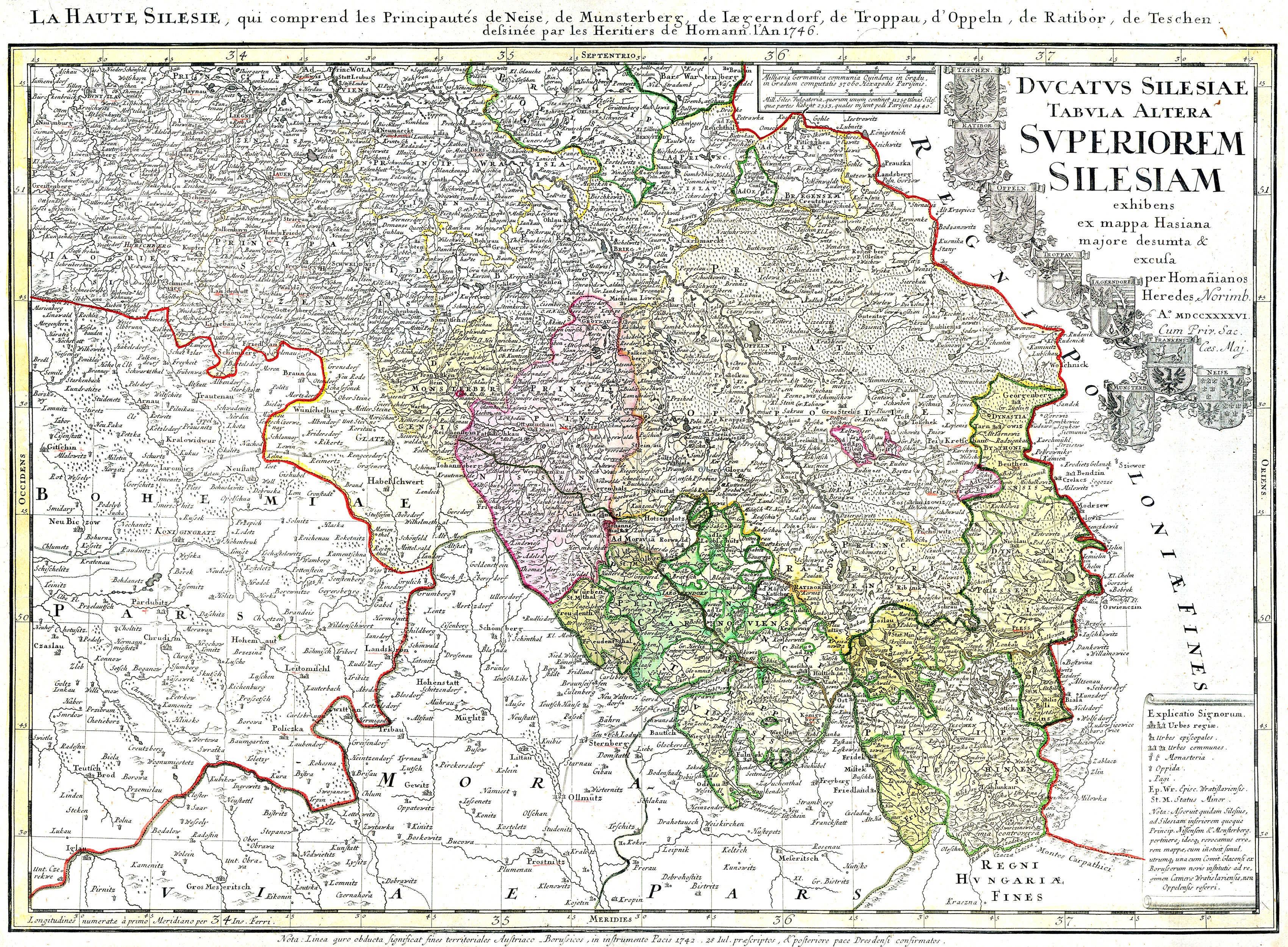
Horní Slezsko roku 1746

Posílení pozice Marie Terezie bylo proti zájmům pruského krále Fridricha II. V červnu 1744 proto uzavřel spojeneckou smlouvu s Francií a v srpnu vpadl znovu do Čech. Poměrně rychle obsadil podstatnou část země, 15. září kapitulovala Praha. Vytlačit Prusy z Čech se rakouské armádě vedené Karlem Lotrinským, která se musela vrátit z Porýní, podařilo až v polovině prosince. Pruská okupace Prahy trvala přes dva měsíce, Praha byla osvobozena 26. listopadu.
V lednu 1745 uzavřely Velká Británie, Rakousko, Nizozemsko a Sasko Varšavskou alianci na omezení vlivu Pruska. Při úspěšné protiofenzívě obsadily rakousko-saské oddíly Horní Slezsko. Fridrich II. však opět osvědčil své vojevůdcovské schopnosti a v průběhu roku 1745 dokázal v několika bitvách zvítězit. Když bylo rakousko-saské vojsko drtivě poraženo v bitvě u Hohenfriedbergu (4. června 1745), Británie doporučila Prusku uzavřít mír za podmínek z roku 1742 a uznala pruskou držbu Slezska. Marie Terezie se však se ztrátou Slezska nechtěla smířit. Teprve další porážky v bitvách u Žďáru (poblíž Trutnova), u Katholisch-Hennersdorfu a u Kesseldorfu (u Drážďan) ji přiměly přistoupit na mírová jednání za britského prostřednictví. Po kapitulaci Saska byl nakonec Drážďanskou smlouvou 25. prosince 1745 mír mezi Rakouskem, Saskem a Pruskem uzavřen. Prusku zůstalo Slezsko, oplátkou uznal Fridrich II. Františka Štěpána císařem a Marii Terezii jako „císařovnu a královnu“.

## Války o Rakouské Nizozemí a habsburské državy v Itálii

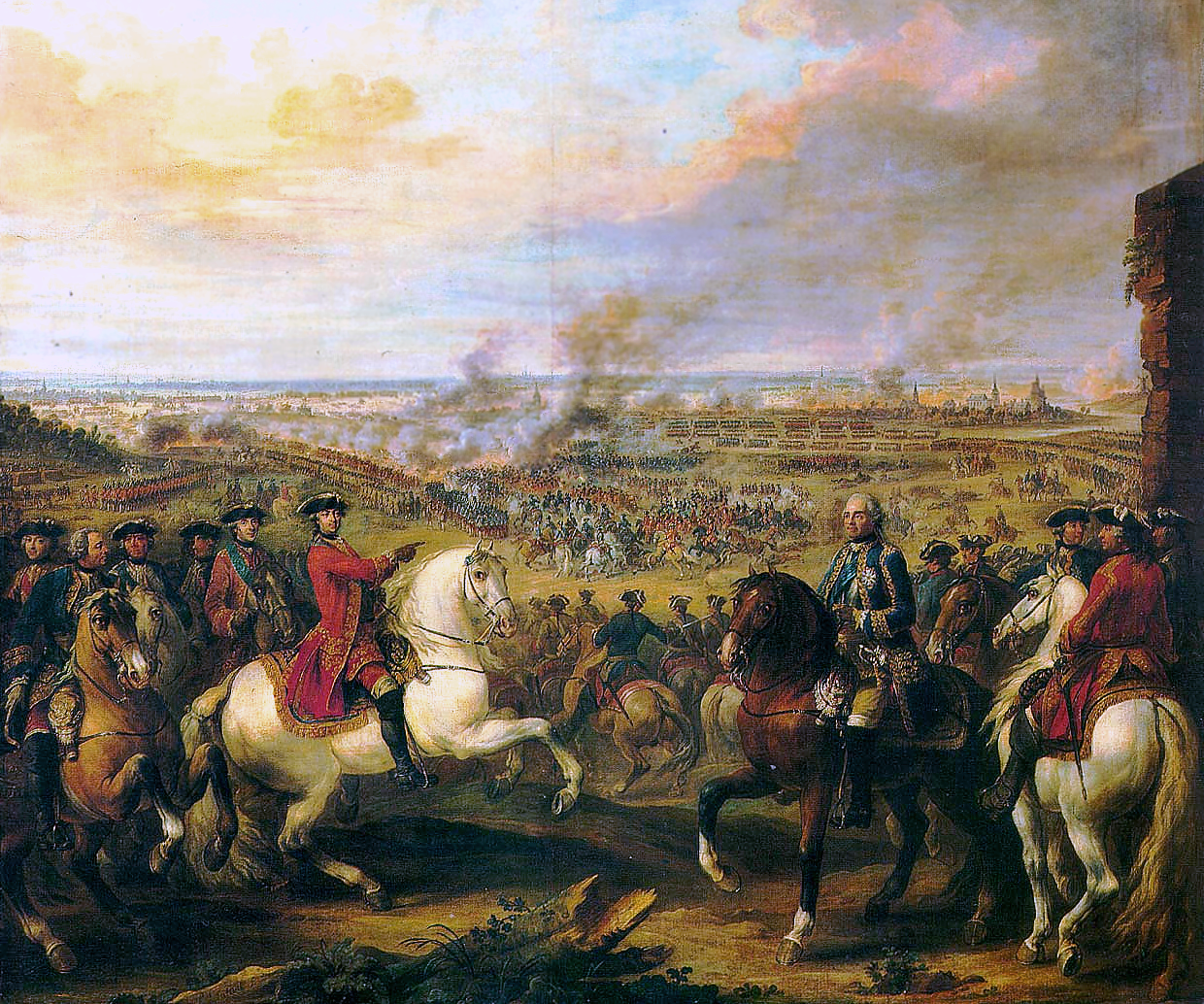
Bitva u Fontenoy 11. května 1745

Paralelně se slezskými válkami a bavorsko-rakouskou válkou probíhaly války mezi koalicemi i na jiných místech Evropy, které pokračovaly i po roce 1745. V severní Itálii musela rakouská vojska bojovat proti Španělsku a Neapolskému království, jejichž cílem bylo získání rakouského Milánska. Spojencem Rakouska na italské frontě byl král Sardinie a Piemontu Karel Emanuel III. Aliance byla upevněna 13. září 1743 smlouvou z Wormsu, do níž se zapojila i Británie; za vojenskou podporu a zaručení držení Milánska a Parmy se však muselo Rakousko vzdát některých území ve prospěch Sardinského království. Milánsko bylo nakonec uhájeno, Parma musela být postoupena Španělům.
Další oblastí, kde se od roku 1743 válčilo, bylo Porýní a Rakouské Nizozemí (též Jižní Nizozemí, dnešní Belgie). Zde bojovala alianční vojska Británie, Rakouska a dalších zemí (tzv. pragmatická armáda) proti Francii. V bitvě u Dettingenu (27. června 1743) zvítězila pragmatická armáda vedená britským králem Jiřím II. V roce 1744 napadla francouzská vojska Rakouské Nizozemí a po vítězné bitvě u Fontenoy (11. května 1745) pak okupovala většinu země. Do války byly zataženy i Spojené provincie. V červnu 1746 byla v nizozemské Bredě zahájena mírová jednání mezi Francií a Británií, která poté pokračovala v Cáchách.

## Ukončení válek
Války o rakouské dědictví ukončil Cášský mír – mírová smlouva uzavřená 18. října 1748. Byla výsledkem mezinárodního kongresu, který se v Cáchách konal od 24. dubna 1748. Na kongresu zastupoval habsburskou monarchii Václav Antonín hrabě Kounic. Obsah smlouvy byl především výsledkem vyjednávání Británie a Francie, ostatní mocnosti se připojily. Obecně byl dohodnut návrat ke stavu před válkou, tzn. navrácení zachvácených území. Mimo jiné potvrdil Pragmatickou sankci (s tím, že však Habsburská monarchie musela odstoupit řadu území v severní Itálii) a zisk větší části Slezska (včetně Kladska) Pruskem.

## Chronologický přehled válečných akcí

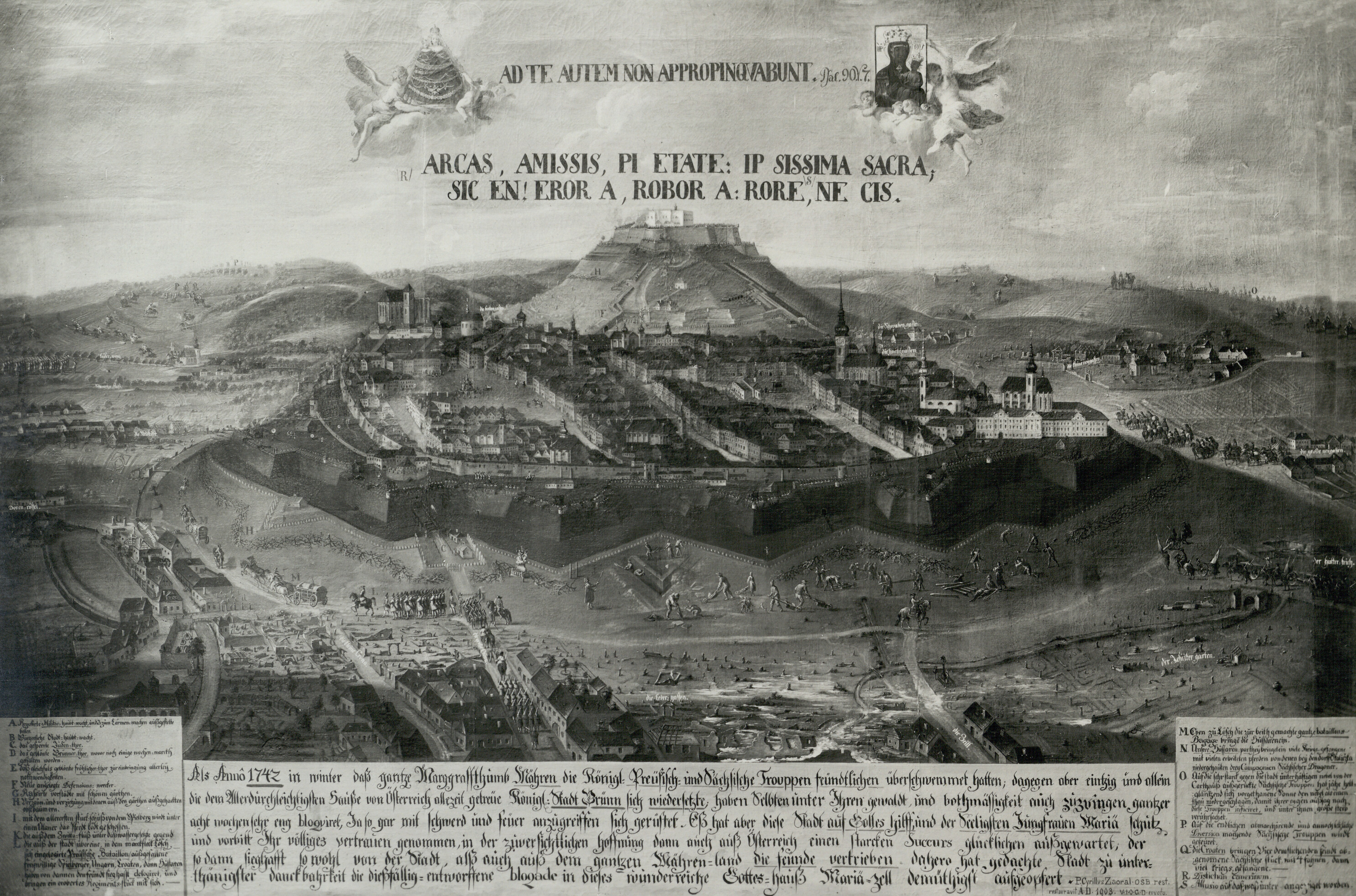
Obléhání Brna prusko-saským vojskem roku 1742

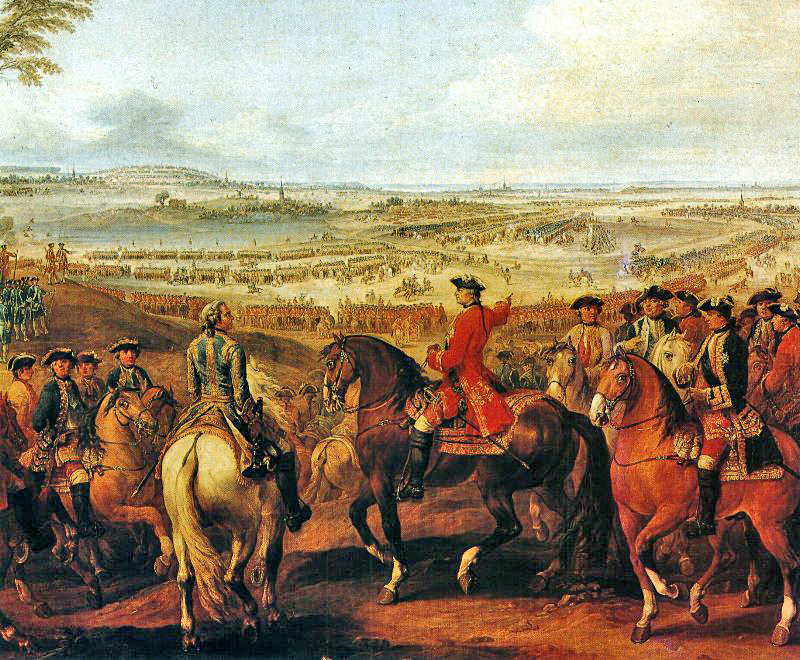
Ludvík XV. a Mořic hrabě Saský v bitvě u Lauffeldu 2. července 1747

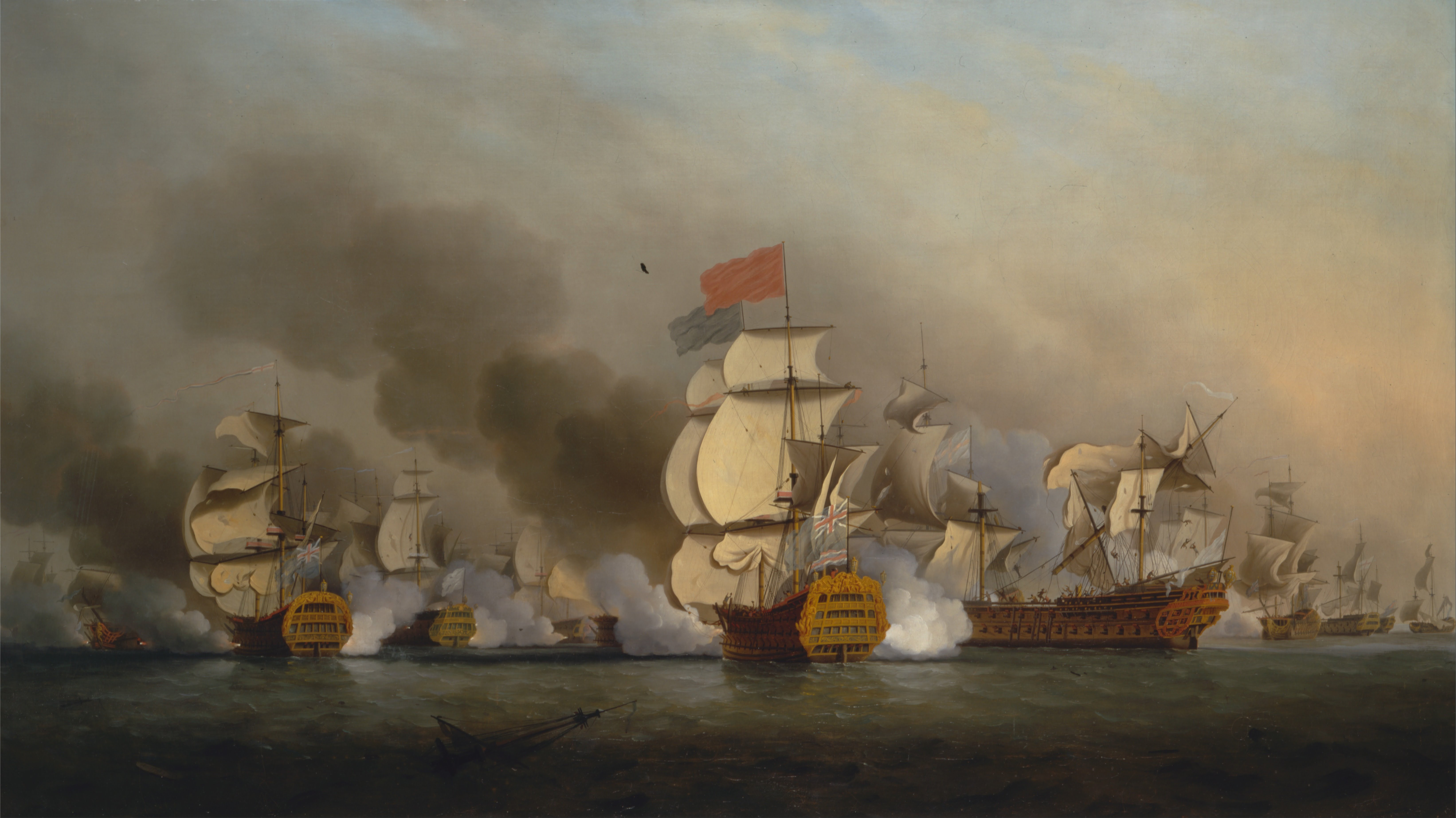
Vítězství britského admirála Ansona nad Francouzi v bitvě u Finisterre roku 1747

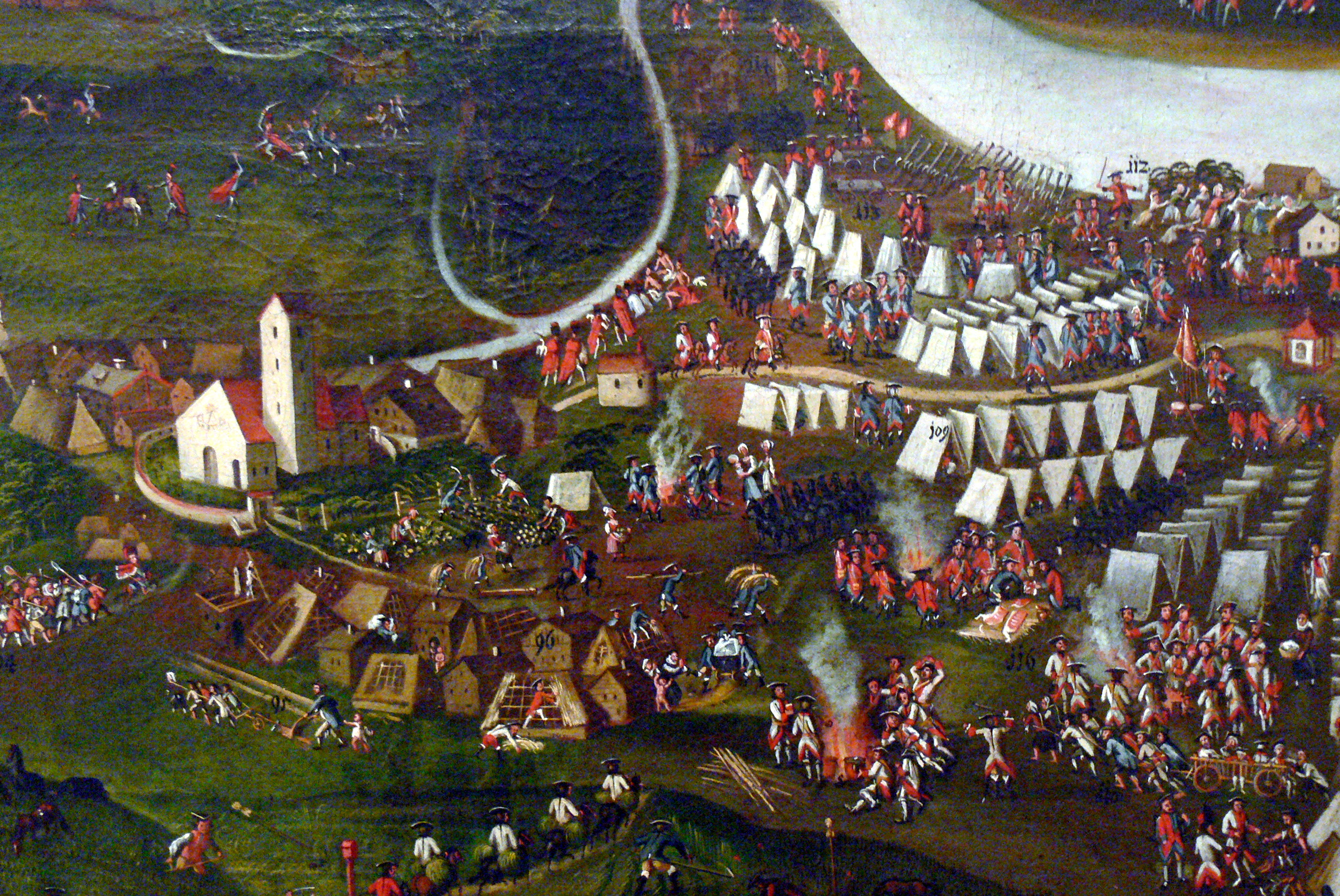
Vojenský tábor v Bavorsku během války o rakouské dědictví

Následující tabulka shrnuje válečné události na všech frontách, včetně akcí souvisejících s válkami o dědictví rakouské pouze okrajově (jsou odlišeny kurzívou).
| 1740 | prosinec: útok Pruska na rakouské Slezsko                                                                                                  |
| 1741 | duben: vítězství Prusů nad Rakušany u Mollwitz                                                                                             |
|      | září – prosinec: vpád francouzsko-bavorského vojska do Rakouska a do Čech                                                                  |
| 1742 | leden: vpád rakouských vojsk do Bavorska, španělský vpád do Itálie                                                                         |
|      | únor – květen: pruský vpád na Moravu (vítězství Prusů nad Rakušany u Chotusic)                                                             |
|      | Dne 25. května 1742 proběhla bitva u Zahájí, při které se spolu střetla rakouská a francouzská vojska                                      |
|      | srpen – prosinec: útok španělsko-neapolské armády na Piemont a rakouskou Lombardii                                                         |
| 1743 | únor: vítězství rakousko-sardinské armády nad Španěly u Camposanto                                                                         |
|      | duben – říjen: boje pragmatické armády s Francouzi v Německu (v červnu vítězství pragmatické armády u Dettingenu)                          |
| 1744 | únor: vítězství britského loďstva nad francouzsko-španělským loďstvem u Toulonu                                                            |
|      | květen – srpen: francouzsko-rakouské boje v Rakouském Nizozemí a severní Francii                                                           |
|      | červen – září: francouzsko-španělské tažení proti Piemontu (porážka sardinských vojsk u Madonny dell'Olmo)                                 |
|      | srpen – prosinec: pruský vpád do Čech |
| 1745 | duben – září: boje o Rakouské Nizozemí mezi Francií a britsko-nizozemsko-rakouským vojskem (vítězství Francouzů u Fontenoy)                |
|      | květen – prosinec: francouzsko-španělské tažení proti Piemontu (porážka Sardiňanů u Bassignana, obsazení rakouského Milána)                |
|      | červen – prosinec: válka Rakouska a Saska proti Prusku (pruská vítězství u Hohenfriedbergu, u Žďáru a u Kesselsdorfu)                      |
|      | červen: dobytí francouzské pevnosti Louisbourg v Kanadě Brity                                                                              |
|      | červenec – prosinec: jakobitské povstání ve Skotsku, tažení jakobitů na Londýn                                                             |
| 1746 | leden – říjen: válka Francie proti britsko-rakouským vojskům v Rakouském Nizozemí (vítězství Francouzů u Rocourtu)                         |
|      | leden – duben: boje jakobitů s britskou armádou (vítězství jakobitů u Falkirku, konečná porážka u Cullodenu)                               |
|      | březen – prosinec: boje rakousko-sardinských vojsk proti Španělům, Francouzům a Janovanům v severní Itálii (vítězství Rakušanů u Piacenzy) |
| 1747 | duben – září: války o Rakouské Nizozemí (francouzské vítězství nad aliančními vojsky u Lafeultu), počátky jednání o míru                   |
|      | květen – říjen: britsko-francouzské námořní války (úspěšné pro Brity)                                                                      |
|      | červenec – září: pokračování války v severní Itálii                                                                                        |
| 1748 | květen: dobytí Maastrichtu Francouzi |
|      | červen: všeobecné příměří |